# Équation différentielle de Clairaut

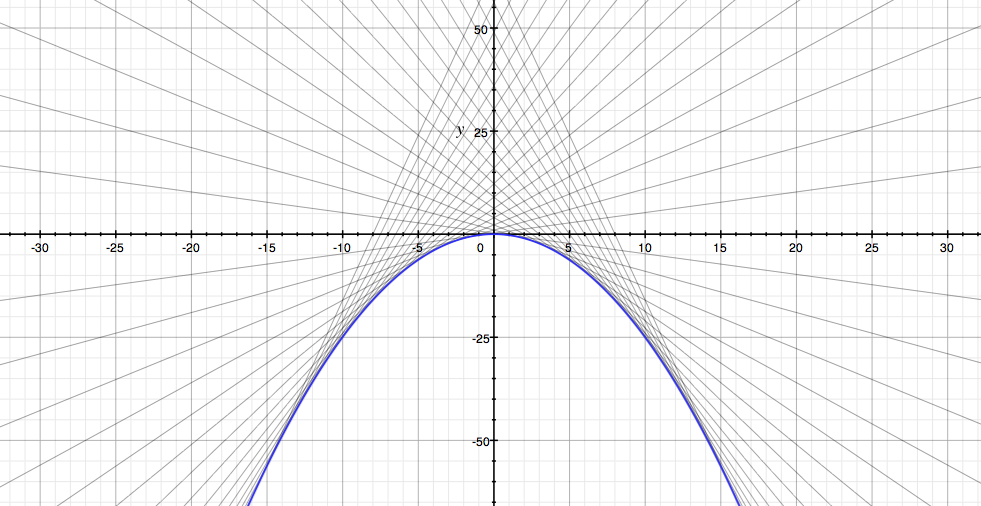
solution de l'équation de Clairaut

En mathématiques, et plus précisément en analyse, l'équation de Clairaut est une équation différentielle à isoclines rectilignes qui peut se mettre sous la forme suivante :
{\displaystyle y(x)=x{\frac {\mathrm {d} y}{\mathrm {d} x}}+f\left({\frac {\mathrm {d} y}{\mathrm {d} x}}\right),}
où {\displaystyle f} est une fonction continûment dérivable. C'est un cas particulier de l'équation différentielle de Lagrange.
Cette équation est nommée en hommage au mathématicien français Alexis Clairaut, qui l'a introduite en 1734.

## Définition
Il est plus simple dans un premier temps de rechercher les solutions deux fois continûment dérivables. Il suffit pour cela de dériver l'équation en :
{\displaystyle {\frac {\mathrm {d} y}{\mathrm {d} x}}={\frac {\mathrm {d} y}{\mathrm {d} x}}+x{\frac {\mathrm {d} ^{2}y}{\mathrm {d} x^{2}}}+f'\!\left({\frac {\mathrm {d} y}{\mathrm {d} x}}\right)\,{\frac {\mathrm {d} ^{2}y}{\mathrm {d} x^{2}}},}
ce qui conduit à :
{\displaystyle 0=\left[x+f'\!\left({\frac {\mathrm {d} y}{\mathrm {d} x}}\right)\right]{\frac {\mathrm {d} ^{2}y}{\mathrm {d} x^{2}}}.}
On obtient alors deux types de solutions. Celles qui vérifient {\displaystyle 0={\frac {\mathrm {d} ^{2}y}{\mathrm {d} x^{2}}}} sont des solutions affines. Ce sont les droites d'équation:
{\displaystyle y(x)=C\,x+f(C),\,}
qui sont appelées solutions générales de l'équation.
Par ailleurs il existe une solution telle que:
{\displaystyle 0=x+f'\!\left({\frac {\mathrm {d} y}{\mathrm {d} x}}\right),}
appelée solution singulière, et dont la courbe représentative est l'enveloppe de la famille des droites solutions.
Ce ne sont pas là toutes les courbes solutions. Des solutions hybrides peuvent être obtenues par raccordement de ces différentes courbes solutions, d'autant plus simplement qu'il s'agit d'une famille de droites et de sa courbe enveloppe.
On peut en outre se demander si limiter la recherche initiale aux fonctions deux fois continûment dérivables n'a pas pour incidence de limiter le nombre de solutions. En fait, en tout point {\displaystyle (x,y)} n'appartenant pas à la solution singulière, le théorème des fonctions implicites s'applique et permet d'exprimer {\displaystyle y'\,} comme une fonction de {\displaystyle x} et de {\displaystyle y} continûment dérivable. Il n'y a donc pas d'autres solutions.

## Extension
Par extension, l'équation de Clairaut désigne aussi parfois l'équation aux dérivées partielles du premier degré :
{\displaystyle x{\frac {\partial z}{\partial x}}+y{\frac {\partial z}{\partial y}}+f\!\left({\frac {\partial z}{\partial x}},{\frac {\partial z}{\partial y}}\right)=0.}